# Johannes Niemeyer
Johannes Niemeyer (* 5. Januar 1889 in Halle (Saale); † 10. Februar 1980 in Berlin) war ein deutscher Maler und Architekt.

## Leben
Johannes Niemeyer, Sohn des Völkerrechtlers Theodor Niemeyer und Bruder des Malers Otto Niemeyer-Holstein, absolvierte von 1919 bis 1920 eine Tischlerlehre in den Deutschen Werkstätten Dresden-Hellerau. Danach studierte er in München Architektur. Von 1921 bis 1924 wirkte er als Professor an der Kunstgewerbeschule Burg Giebichenstein in Halle. Er war dort der Leiter der Fachklasse für Raumausstattung. Sein Lehrgebiet war das „Entwerfen von Innenräumen und der zu ihrer Ausstattung gehörigen Möbel, Wandbehandlung, Tapeten, Stoffe usw. und Übungen im Werkzeichnen“.
Danach arbeitete Niemeyer zuerst freischaffend als Architekt in Halle, bis er 1928 ein Gartengrundstück in der Steinstraße 46 in Berlin-Steinstücken bezog. In Berlin-Zehlendorf erbaute er mindestens ein Landhaus, ebenso war er in Hamburg 1942/1943 an der Elbufer-Gestaltung beteiligt. Im Sommer 1943 bereiste Niemeyer im Auftrag des Reichsministeriums für die besetzten Ostgebiete das Baltikum, um als Maler Landschaften und landestypische Motive festzuhalten, die er noch während des Krieges unter dem Titel Ostland-Studien deutscher Maler in Riga und Kuressaare ausstellen konnte.
Nach 1945 arbeitete er hauptsächlich als Maler, war aber auch als Architekt an Entwürfen in Ost-Berlin beteiligt. Er gehörte 1955 zu den Gründungsmitgliedern des Freien Verbandes Bildender Künstler Berlins.
Der Johannes-Niemeyer-Weg und die Straße Malergarten in Steinstücken erinnern an ihn. Sein Nachlass wird seit 1980 in der Galerie Wannsee Verlag von Herwig Roggemann verwaltet und ausgestellt.

## Werk

### Pastellzeichnungen
- Bergdorf (1925)
- Häuser in Steinstücken (1942)
- Potsdam, Stadtschloß mit Nikolaikirche (1945)
- Apfelbäume (1952)
- Garten im Winter (1957)

### Architekturzeichnungen und -modelle
- Kapelle in Berlin-Steinstücken (1934)
- Landhaus für Walter Simons, Gartenseite (1936)

### Bauten und Entwürfe
- 1923: Entwurf für die Umgestaltung der Kirchenruine Granau in Halle (Saale) zu einem Ehrenmal für die Gefallenen des Ersten Weltkriegs (ausgeführt)[1]
- 1924: Entwurf für Doppelwohnhaus Röthling in Halle (Saale)[2]
- 1924: Wettbewerbsentwurf für die Bebauung des Burgplatzes in Essen
- 1924–1926: Villa Niemeyer (später Haus Crodel), Halle (Saale). Kröllwitz, Äußere Lettiner Straße 20, Halle[3][4]
- 1924–1926: Entwürfe für Blockrandbebauung in Halle (Saale), Kröllwitz[5]
- 1925: Entwurf für Kolonialdenkmal auf dem Dreiecksplatz vor der „Wallhalla“ (heutiges Steintor-Varieté) in Halle (Saale)[6]
- 1927: Entwurf für Umbau des Geschäftshauses Pottel und Broskowski in Halle (Saale)[7]
- 1928: Schule der Arbeit in Leipzig-Schleußig, Stieglitzstraße 40[8]
- 1930: Haus Schweide in Berlin-Zehlendorf, Klopstockstraße 10a[9][10][11]

## Ausstellungen (Auswahl)
- „Johannes Niemeyer – Küsten und Städte. Bilder aus dem Baltikum“ (2018/2019), im Ostpreußischen Landesmuseum[12]